# James P. Bagian
James Philipp „Jim“ Bagian (* 22. Februar 1952 in  Philadelphia, Pennsylvania, USA) ist ein ehemaliger Astronaut der US-amerikanischen Raumfahrtbehörde NASA.

## Lebenslauf
Bagian ist Abkömmling armenischer Einwanderer. Er graduierte im Jahre 1969 von der Central High School in Philadelphia (Pennsylvania) und schrieb sich an der Drexel University zum Studiengang Maschinenbau ein, den er 1973 mit einem Bachelor als Maschinenbauingenieur abschloss. 1977 promovierte er an der Thomas Jefferson University im Fach Medizin.
Ab 1973 arbeitete Bagian als Verfahrenstechniker für die Firma 3M in Bristol (Pennsylvania). Zwischen 1976 und 1978 war er als Maschinenbauingenieur beim U.S. Naval Air Test Center in Patuxent River (Maryland) tätig, während er gleichzeitig Forschungen für seine Doktorarbeit durchführte.
Nach der Promotion arbeitete Bagian als Chirurg am Geisinger Medical Center in Danville (Pennsylvania). 1978 kam er als Fliegerarzt zum Johnson Space Center, während er gleichzeitig an der USAF Flight Surgeons School and USAF School of Aerospace Medicine in San Antonio (Texas) forschte. Während eines Praktikums als Anästhesist an der Pennsylvania-Universität erreichte ihn die Nachricht, dass er von der NASA als Astronauten angenommen wurde.
Bagian lebt in Philadelphia, ist verheiratet und hat vier Kinder. Bagian ist Oberst der U.S. Air Force Reserve und ist derzeit Direktor des nationalen Zentrums für Patientensicherheit. Er wurde von der Air Force als Fallschirmspringer ausgebildet, besitzt eine Privatpilotenlizenz mit über 1.500 Flugstunden auf Jets, Propeller- und Segelflugzeugen. Er ist Mitglied der Aerospace Medical Association, des College für Notfallärzte und der Amerikanischen Vereinigung der Maschinenbauingenieure.

## NASA-Aktivitäten

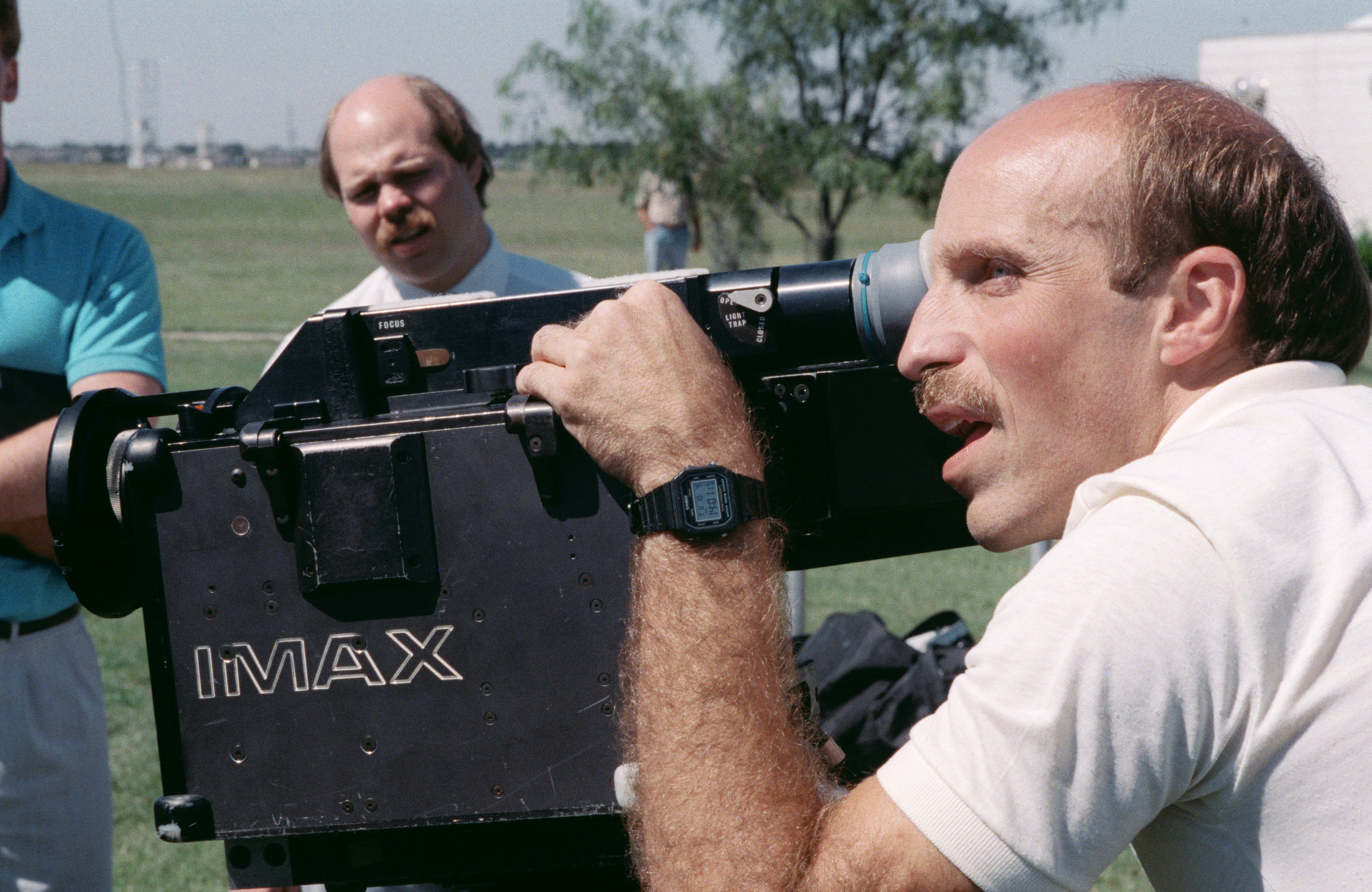
Bagian erprobt vor dem Flug STS-29 eine IMAX-Kamera.

### Auswahl
Bagian wurde am 19. Mai 1980 von der NASA für die 9. Astronauten-Ausbildungsgruppe vorgestellt. Er war Teil des Vorbereitungsstabes und des Teams der Notfallmediziner für die ersten sechs Flüge des Space Shuttles. Sechs Jahre später, im Jahre 1986, war er Mitglied des Untersuchungsteams, welches den Absturz der Raumfähre Challenger (STS-51-L) untersuchte. Im Anschluss war Bagian für die Entwicklung und Einführung des Druckanzuges verantwortlich, der von Shuttle-Astronauten für den Notausstieg genutzt werden sollte. Im Laufe seiner Tätigkeit für die NASA hat er zahlreiche wissenschaftliche Publikationen zu den Themen menschlicher Einfluss, Umwelt- und Weltraummedizin veröffentlicht.

### STS-61-I
STS-61-I war eine Challenger-Mission, die nach der Challenger-Katastrophe abgesagt wurde. Diese Shuttle-Mission war für den 27. September 1986 vorgesehen. Als Besatzung waren Donald Williams, Michael Smith (kam bei der Challenger-Katastrophe ums Leben), James Bagian, Bonnie Jeanne Dunbar, Manley Lanier Carter sowie der Nutzlastspezialist Nagapathi Bhat (Indien) und ein US-Journalist eingeplant.

### STS-71-E
Der Start der Atlantis-Mission STS-71-E wäre für April 1987 geplant gewesen, wurde jedoch wegen der Challenger-Katastrophe abgesagt. Außer Bagian waren als Besatzungsmitglieder dieser SLS-1-Mission Vance Brand, David Griggs, John Fabian, Rhea Seddon, Francis Gaffney und Robert Phillips geplant.

### STS-29
Bagian gehörte als Missionsspezialist zur Mannschaft des Discovery-Fluges STS-29, welcher am 13. März 1989 vom Kennedy Space Center in Florida abhob. Während des fünftägigen Fluges setzte die Mannschaft einen Nachrichtensatelliten aus. Bagian hat während der Mission die Auswirkungen der Weltraumkrankheit untersucht. Dabei war er der erste Mensch, der die Weltraumkrankheit mit einer intramuskulären Injektion des Präparates Promethazin behandelte. Die Behandlung wurde inzwischen als Standardbehandlung der NASA für Raumkrankheit eingeführt.

### STS-40
STS-40, der von Kennedy Space Center am 5. Juni 1991 startete, war sein zweiter Flug. Er  arbeitete dabei im Spacelab (SLS-1). Die neuntägige Mission untersuchte, wie sich Herz, Gefäße, Lunge, Nieren und die hormonausscheidenden Drüsen sich an die Mikrogravitation anpassen, sowie die Veränderungen von Muskulatur, Knochen und Zellgewebe während des Weltraumaufenthalts.

### Übersicht
| Nr. | Mission | Funktion           | Flugdatum                | Flugdauer  |
| --- | ------- | ------------------ | ------------------------ | ---------- |
| 1   | STS-29  | Missionsspezialist | 13. März – 18. März 1989 | 4d 23h 38m |
| 2   | STS-40  | Missionsspezialist | 5. Juni – 14. Juni 1991  | 9d 2h 14m  |

## Auszeichnungen
- Orthopädie-Preis der Jefferson University (1977)
- Abschluss mit Auszeichnung der USAF Flight Surgeons School (1979)
- Komarov-Diplom der Fédération Aéronautique Internationale (1989)
- Sikorsky Helicopter Rescue Award (1990)
- NASA Achievement Award für die Entwicklung einer Behandlungsmethode der Raumkrankheit (1991)
- NASA Space Flight Award (1989 und 1991)
- NASA Exceptional Service Medal (1992)
- Lovelace-Preis der Gesellschaft der NASA Flight Surgeons